# A Moratória
A Moratória é uma peça teatral brasileira, de autoria do dramaturgo Jorge Andrade, e escrita no contexto da transição entre a República Velha e a Era Vargas.
Estreou em 1954,  numa encenação de Gianni Ratto para o Teatro Maria Della Costa em São Paulo, com interpretação marcante de Fernanda Montenegro.

## Estilo e contexto histórico
Nas peças ao estilo de A Moratória, o autor deixa parte da capacidade interpretativa para o grupo de atores, que dão vida aos diálogos e às situações. Por esta razão, é melhor ser assistida do que lida, já que a primeira opção tem maior riqueza interpretativa. Mas se o leitor observar atentamente as rubricas do autor, conseguirá entender melhor o enredo.
A técnica principal usada por Jorge Andrade é a expectativa, focalizada em situações dramáticas, em dois tempos e espaços simultâneos e antagônicos, que, no desenrolar do enredo, possuem ações decorrentes do conflito das personagens em torno de duas expectativas: em 1929, a perda da fazenda por causa das dívidas contraídas por Joaquim e, no período pós-1930, a recuperação da mesma fazenda a a decretação da moratória pelo Governo.
Além dos conflitos de personagens, retrata, de forma bem explícita, a decadência da elite do café após a crise de 1929, acompanhada pela Revolução de 1930, encabeçada por Getúlio Vargas e a elite gaúcha. Para enriquecer o assunto, enfoca a crise da sociedade patriarcal rural e os indícios de um processo lento e definitivo de mudanças sociais na estrutura da sociedade paulista, focalizadas na inserção da mulher no mercado de trabalho, no deslocamento do centro econômico-social para as cidades e na formação do proletariado urbano.

## Personagens
As personagens compõem um conjunto familiar, no qual se relacionam, nem sempre de forma totalmente amigável, como é o caso de Joaquim e Marcelo. Olímpio aparece nos dois planos: como o noivo excluído, inicialmente, e depois, como a única esperança de salvação da família. Lucília, antes simples moça submissa, oscila para um grau superior, no qual assume a chefia financeira da casa e é a sucessora do pai.
Joaquim
Proprietário de fazenda na região cafeeira. Nunca fugiu ao trabalho e melhorou o que herdou de seus maiores, mas não soube administrar durante a crise e perdeu tudo. Contraiu dívidas, penhorando sua propriedade, vendeu seu café a prazo, não recebeu o pagamento e perdeu tudo. Politicamente, comporta- se como um coronel, inserido no contexto da política do café-com-leite. Sua fazenda influencia toda a região, sendo inclusive o centro social e econômico. 
Helena
Esposa de Joaquim, encarnando a figura da mãe tradicional e da esposa convencional da sociedade rural brasileira, dividida entre o conflito da fazenda e a felicidade do esposo e filhos. No momento de riqueza, vive na ociosidade, mas na pobreza dedica-se fiel e fervorosamente aos compromissos da Igreja, forma encontrada por ela para amenizar o sofrimento de sua família, através das orações.
Lucília
A filha que oscila, ao longo do tempo da peça, entre uma jovem sonhadora e despreocupada que costura por lazer e uma mulher dura e responsável que sustenta financeiramente a família e aceita tudo com resignação e esperança. Representa a figura da mulher que se insere no mercado de trabalho urbano e ajuda no sustento da casa, inclusive tomando decisões.
Marcelo
O filho que é um projeto de homem, típico jovem da elite, que gasta seu tempo em farras noturnas e nenhum trabalho útil. Não se mostra habituado com nenhum trabalho e sofre bastante no frigorífico em que trabalha na segunda situação. Fora educado para substituir o pai, mas acabou se tornando um simples operário.
Olímpio
Noivo de Lucília, é advogado e tenta auxiliar no processo de nulidade. Na riqueza, é discriminado por ser filho de um rival político. Na pobreza, é exaltado, por causa do título de advogado. Representa a questão da valorização no título de doutor, muito vigente na República Velha.
Elvira
Irmã de Joaquim e esposa de Augusto, principal credor do cunhado. Em troca de café, leite e alguns alimentos, Lucília não cobra as costuras que ela encomenda. Guarda rancor e é ambiciosa.

## O tempo durante o enredo
A história, se analisada temporalmente, reduz-se ao período de 1929 a 1933, marcado pelos seguintes fatos:
- a iminência de perder a fazenda
- a perda da fazenda
- o empobrecimento da família e o agravamento das tensões familiares em decorrência de tal fato
- a mudança para a cidade (êxodo rural), em uma casa pequena e modesta
- a decadência completa, causada pela não- aprovação da nulidade do processo que nem da moratória que possivelmente viria a ser decretada pelo Governo Provisório.